# Passages (2023)
Passages is een Franse film uit 2023, geregisseerd en mede geschreven door Ira Sachs.

## Verhaal
Tomas en Martin zijn al geruime tijd getrouwd maar wanneer Tomas de jonge lerares Agathe ontmoet, start hij een gepassioneerde affaire met haar. Als Tomas verliefd wordt op Agathe, komt zijn relatie met Martin op het spel te staan.

## Rolverdeling
| Acteur              | Personage |
| ------------------- | --------- |
| Franz Rogowski      | Tomas     |
| Ben Whishaw         | Martin    |
| Adèle Exarchopoulos | Agathe    |
| Erwan Kepoa Falé    | Amad      |
| William Nadylam     | Clément   |

## Productie
De filmopnames gingen door in november 2021 in Parijs.

## Release en ontvangst
Passages ging op 23 januari 2023 in première op het Sundance Film Festival. De film kreeg overwegend positieve kritieken van de filmcritici, met een score van 94% op Rotten Tomatoes, gebaseerd op 167 beoordelingen.

## Prijzen en nominaties
De belangrijkste:
| Jaar | Prijs                          | Categorie       | Genomineerde(n)             | Uitslag     |
| ---- | ------------------------------ | --------------- | --------------------------- | ----------- |
| 2024 | Film Independent Spirit Awards | Beste film      | Michel Merkt, Saïd Ben Saïd | Genomineerd |
| 2024 | Film Independent Spirit Awards | Beste regisseur | Ira Sachs                   | Genomineerd |
| 2024 | Film Independent Spirit Awards | Beste hoofdrol  | Franz Rogowski              | Genomineerd |
| 2024 | Film Independent Spirit Awards | Beste bijrol    | Ben Whishaw                 | Genomineerd |